# Естерсунд (комуна)
Комуна Естерсунд (швед. Östersunds kommun) — адміністративно-територіальна одиниця місцевого самоврядування, що розташована в лені Ємтланд у центральній Швеції.
Естерсунд 36-а за величиною території комуна Швеції. Адміністративний центр комуни — місто Естерсунд.

## Населення
Населення становить 59 479 чоловік (станом на вересень 2012 року). 
| Кількість населення комуни Естерсунд за 1970-2010 роки | Кількість населення комуни Естерсунд за 1970-2010 роки | Кількість населення комуни Естерсунд за 1970-2010 роки | Кількість населення комуни Естерсунд за 1970-2010 роки | Кількість населення комуни Естерсунд за 1970-2010 роки |
| ------------------------------------------------------ | ------------------------------------------------------ | ------------------------------------------------------ | ------------------------------------------------------ | ------------------------------------------------------ |
| Рік                                                    |                                                        |                                                        | Населення                                              |                                                        |
| 1970                                                   | 1970                                                   |                                                        | 49 750                                                 | 49 750                                                 |
| 1975                                                   | 1975                                                   |                                                        | 54 135                                                 | 54 135                                                 |
| 1980                                                   | 1980                                                   |                                                        | 55 810                                                 | 55 810                                                 |
| 1985                                                   | 1985                                                   |                                                        | 56 446                                                 | 56 446                                                 |
| 1990                                                   | 1990                                                   |                                                        | 58 317                                                 | 58 317                                                 |
| 1995                                                   | 1995                                                   |                                                        | 59 748                                                 | 59 748                                                 |
| 2000                                                   | 2000                                                   |                                                        | 58 249                                                 | 58 249                                                 |
| 2005                                                   | 2005                                                   |                                                        | 58 428                                                 | 58 428                                                 |
| 2010                                                   | 2010                                                   |                                                        | 59 416                                                 | 59 416                                                 |
| Джерело: SCB                                           |                                                        |                                                        |                                                        |                                                        |

## Населені пункти
Комуні підпорядковано 10 міських поселень (tätort) та низка сільських, більші з яких:
- Естерсунд (Östersund)
- Брунфлу (Brunflo)
- Літ (Lit)
- Упе (Ope)
- Тандсбін (Tandsbyn)
- Геґґенос (Häggenås)
- Оррвікен (Orrviken)

## Міста побратими
Комуна підтримує побратимські контакти з такими муніципалітетами:
- Комуна Тронгейм, Норвегія
- Каяані, Фінляндія
- Оденсе, Данія
- Сянік, Польща

## Галерея

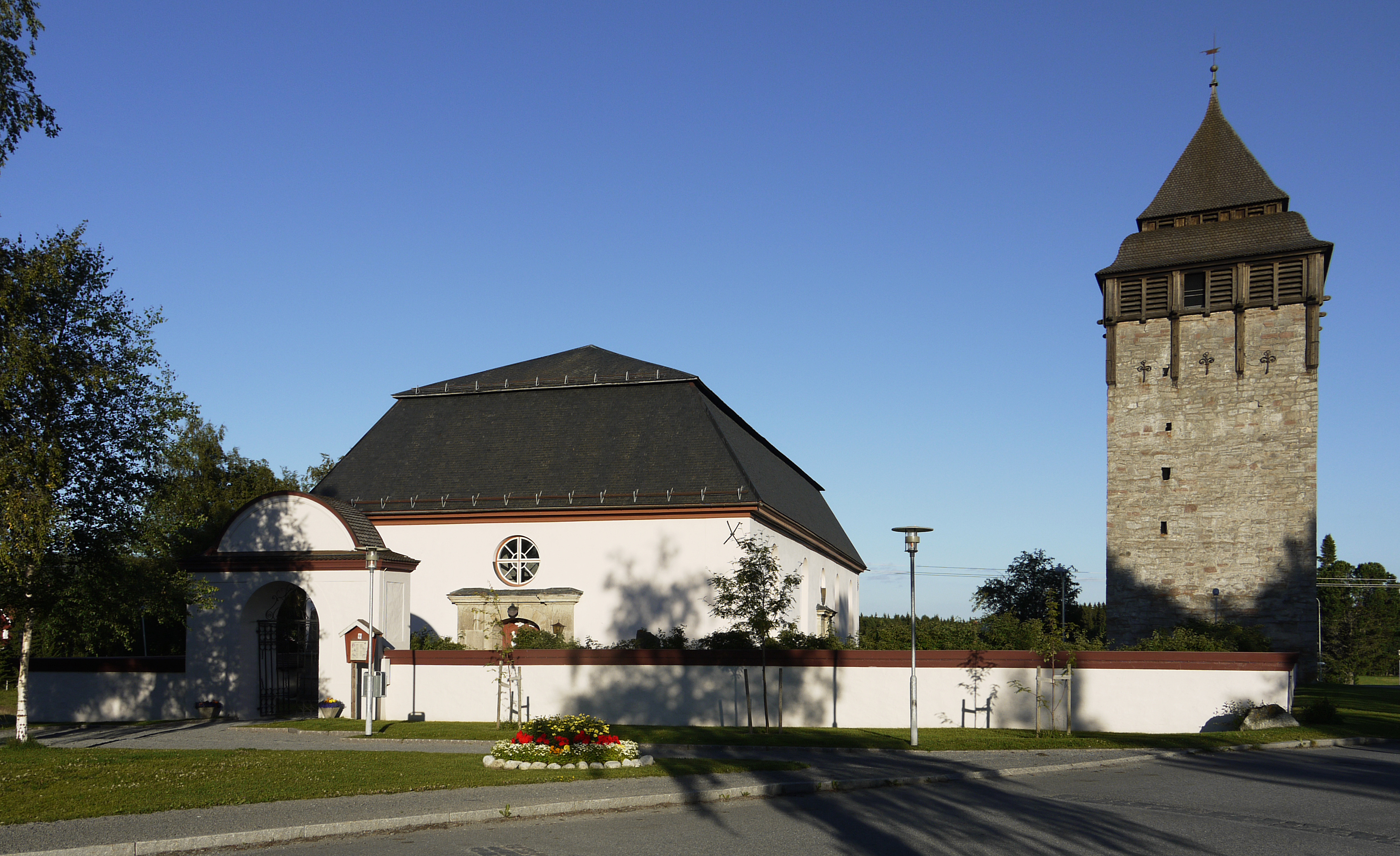
Церква (Брунфлу)
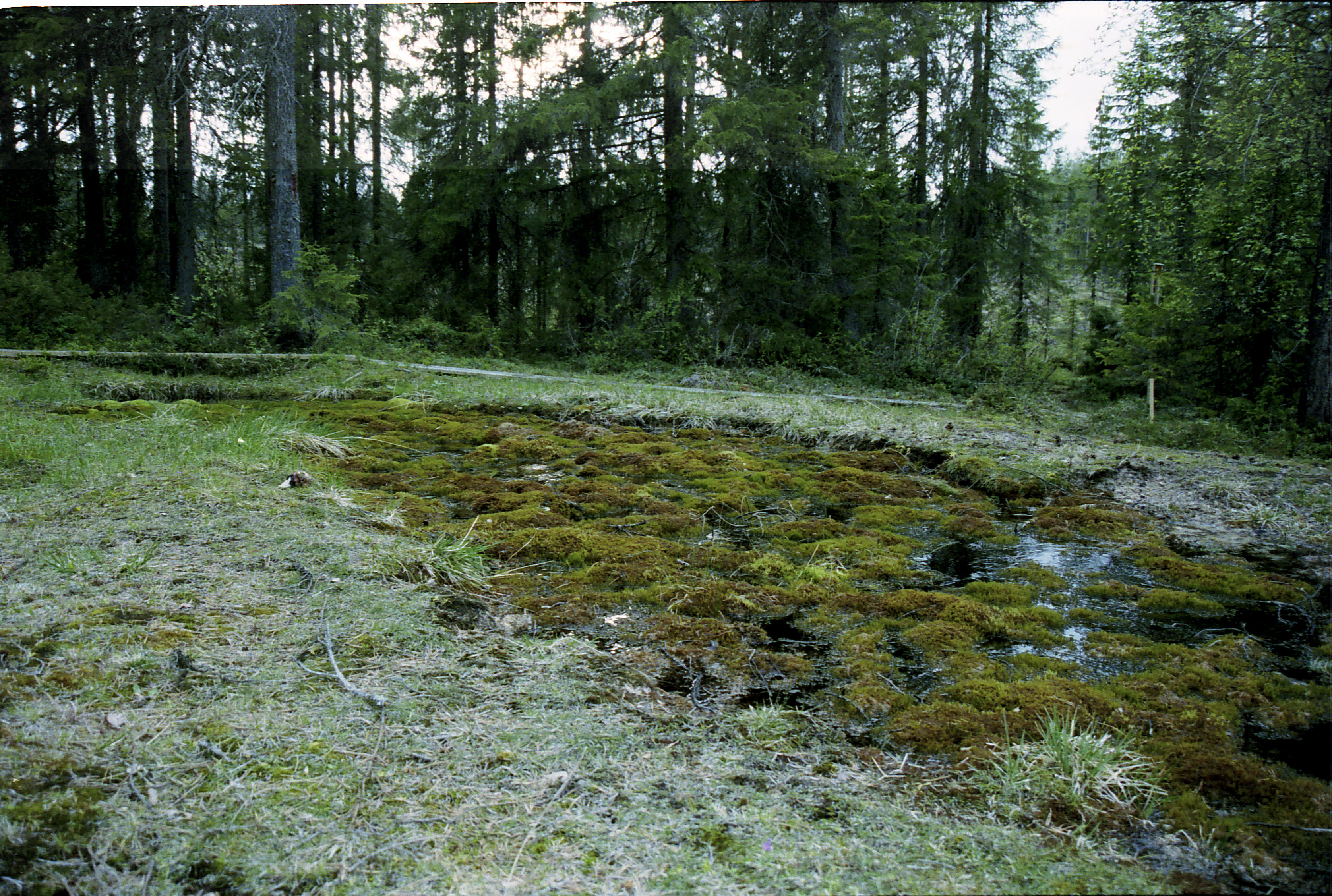
Природний заказник Філльстабекен
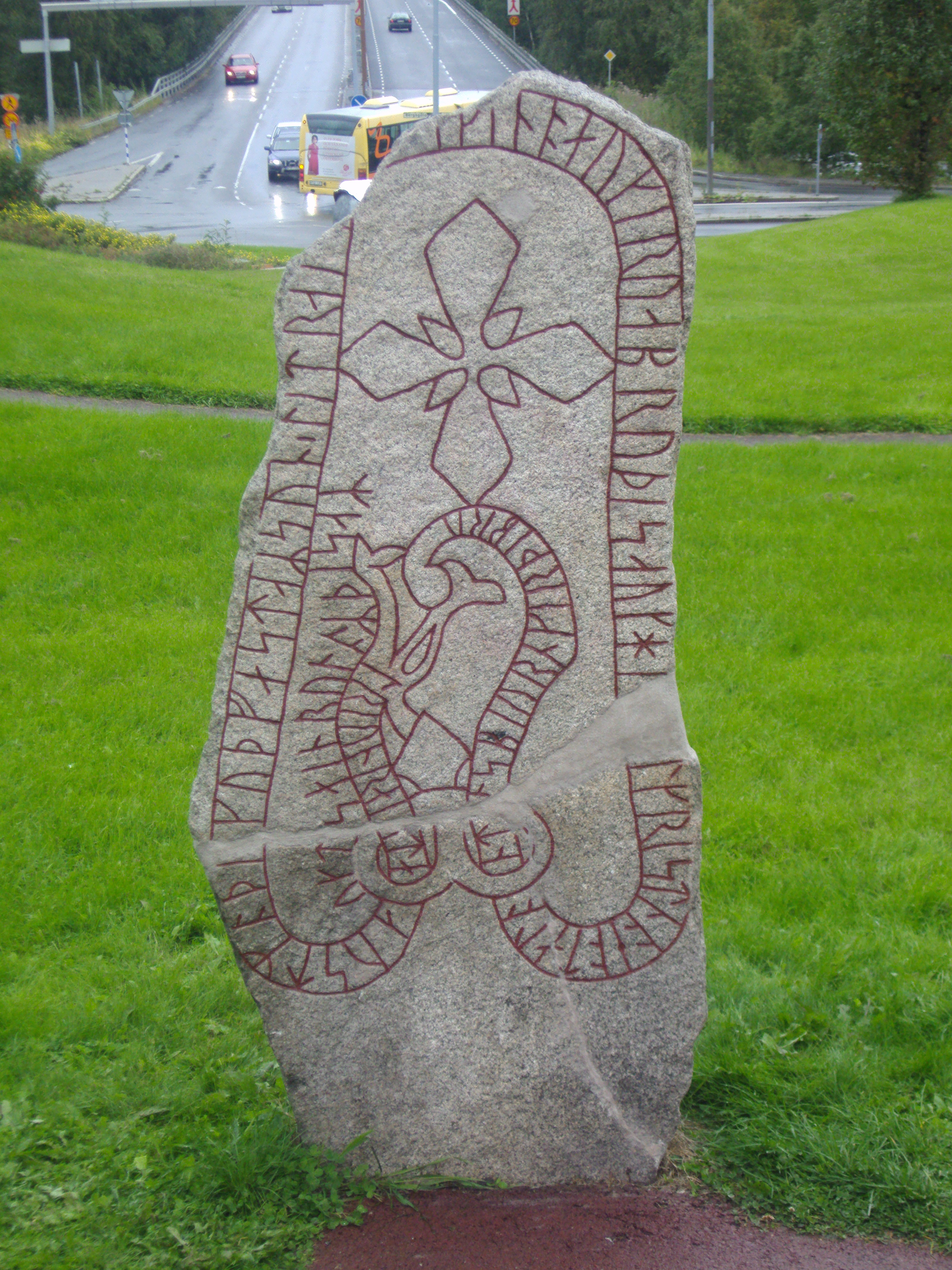
Рунічний камінь (Фресе)

## Виноски
1. ↑  Folkmangd i riket, lan och kommuner (шв.) . Центральне бюро статистики Швеції. Архів оригіналу за 20 серпня 2013. Процитовано 5 лютого 2013.